# Raymond d'Uzès (évêque d'Uzès)
Pour les articles homonymes, voir Raymond d'Uzès et Raymond II.
Raymond d'Uzès, parfois dit de Posquières, est un prélat français du XIIe siècle. Il est le 23e évêque d’Uzès de 1150 à 1188, sous le nom de Raymond II.

## Biographie

### Origines
Raymond, ou Raimond, est le fils de Raymond Décan de Posquières, 2e seigneur d'Uzès et de Marie d'Uzès, héritière du premier seigneur connu d'Uzès, Elzéart,. Il a notamment pour frères et sœurs : Faydide/Faidide, qui épouse d'Alphonse Jourdain, comte de Toulouse ; Bermond Ier, héritier de la moitié de la seigneurie ; Aldebert, évêque de Nîmes (1141-1180) ; Pierre, évêque de Lodève (1154-1161) ; Raymond/Raimond, évêque de Viviers (v.1157-1160) ; et Béatrice, héritière de l'autre moitié de la seigneurie.
Il est mentionné dans l'épitaphe de leur père († 1138), aux côtés de ses deux autres frères évêques, Aldebert de Nîmes et Raymond de Viviers,  épitaphe qui date d'au moins de 1157 ou après, puisque Raymond de Viviers n'est évêque qu'à partir de ce moment.

### Épiscopat
Raymond est moine à La Chaise-Dieu. Il monte sur le trône épiscopal d'Uzès, à la suite de la mort de Ébrard Ier, en juillet 1150, sous le nom Raymond II (Raimundus II),. Son épiscopat est traditionnellement donné entre 1150 et 1188,. Il est mentionné pour la première fois en 1154, lors d'une donation du vicomte de Nîmes (Gallia christiana - GC).
Au cours de son épiscopat, vers 1155/1160, la cité d'Uzès s'agrandit,. Une enceinte est construite, percée de quatre portes (portals) et doublée de fossés.
En 1156, Louis VII le Jeune, roi de France, lui concède, par diplôme, certains fiefs (GC), dont l'abbaye de Saint-Privat ; dans ce même texte figure pour la première fois le prieuré Saint-Nicolas de Campagnac. Il est mentionné en 1157-1159. Il concède l'église Saint-Paul de Montfrin aux Templiers en 1161. L'année suivante, il échange avec Guillaume, prieur de Saint-Pierre de Pont-Saint-Esprit, de l'ordre de Cluny, le prieuré de Chusclan pour celui de Saint-Florent.
En 1164, il autorise son prévôt, Bertrand, et Robert, abbé de Saint-Privat, à passer un traité d'échange avec l'abbé de Saint-André.
Il donne, en 1188, le lieu des Augustines à l'abbesse Ermessinde pour y fonder un monastère de cisterciennes. Il s'agit du dernier acte connu de l'évêque, qui semble mourir au cours de cette même année,.